# Hydroptila seirene
Hydroptila seirene is een schietmot uit de familie Hydroptilidae. De soort komt voor in het Oriëntaals gebied.